# Uszak biały
Uszak biały (Crossoptilon crossoptilon) – gatunek dużego ptaka z rodziny kurowatych (Phasianidae), podrodziny bażantów (Phasianinae). Występuje endemicznie w południowych Chinach, w szczególności w Tybecie. Nie jest zagrożony. Ptak hodowlany.

## Taksonomia
Po raz pierwszy gatunek opisał Brian Houghton Hodgson. Opis ukazał się w 1838 na łamach „The journal of the Asiatic Society of Bengal”. Holotyp pochodził z nieokreślonej lokalizacji w Tybecie. Do opisu załączona była czarno-biała rycina. Autor nadał nowemu gatunkowi nazwę Phasianus crossoptilon. Obecnie (2025) Międzynarodowy Komitet Ornitologiczny (IOC) umieszcza uszaka białego w rodzaju Crossoptilon pod nazwą C. crossoptilon. Niektórzy autorzy uznawali uszaka popielatego (C. harmani) i białego za jeden gatunek. Różnią się one elementami upierzenia, do tego uszaki białe są nieco większe. Wyróżnia się 4 podgatunki.

## Podgatunki i zasięg występowania
IOC wyróżnia następujące podgatunki:
- C. c. dolani Meyer de Schauensee, 1937 – południowo-zachodnia prowincja Qinghai (zachodnio-centralne Chiny)[6]
- C. c. crossoptilon (Hodgson, 1838) – południowo-wschodni Tybet i zachodni Syczuan; możliwe, że występuje w północno-wschodnich Indiach w północno-wschodniej części stanu Arunachal Pradesh[6]
- C. c. lichiangense Delacour, 1945 – północno-zachodnia prowincja Junnan po południowo-zachodni Syczuan[6]
- C. c. drouynii Verreaux, J, 1868 – wschodni Tybet, między rzekami Jangcy a Saluin[6].

## Morfologia
Długość ciała wynosi 75–96 cm, w tym ogona 46–58 cm; masa ciała samców 2350–2750 g, samic: 1400–2050 g. Samicę wyróżniają jedynie mniejsze rozmiary, matowe upierzenie – bardziej brązowawe niż szarawe, i brak ostróg. Wymiary szczegółowe dla nieokreślonej liczny osobników C. c. drouynii: długość skrzydła 300–340 mm u samca, 271–308 mm u samicy; długość ogona: 310–365 mm u samca, 280–319 mm u samicy; długość skoku: 74–100 mm u samca i u samicy.
Czoło i głowa czarne; na wierzchu głowy pióra krótkie, gęste i jedwabiste. Broda i pokrywy uszne czysto białe. Większą część szyi i ciała porastają pióra szaroniebieskie, najciemniejsze na szyi, piersi i grzbiecie, tam też mają brązowawy nalot. Niższa część grzbietu, kuper, pokrywy nadogonowe i tył spodu ciała są to obszary najjaśniejsze, niemal białoszare. Lotki I rzędu czarnobrązowe; reszta skrzydła również jest czarnobrązowa, ale z szarawymi chorągiewkami zewnętrznymi piór. Ogon opalizujący, niebiesko-czarny; im bliżej nasady, tym bardziej szary. Cały ozdobny ogon składa się z 20 wydłużonych, luźnych piór.

## Ekologia i zachowanie
Środowiskiem życia uszaków białych są zbocza górskie, gdzie zamieszkują lasy iglaste (sosnowe i świerkowe) i mieszane zimą, a latem – zarośla brzóz i rododendronów powyżej linii drzew. Zwykle odnotowywane na wysokości 3000–4300 m n.p.m., okazjonalnie do 2800 m n.p.m. W zimie często widywane są stada liczące do 30 osobników, ale w przeszłości stwierdzano i stada po 230 osobników. Poza okresem zimowym uszaki białe przebywają raczej w niewielkich grupach, podobnie jak u uszaków popielatych. Żerują wczesnym rankiem i popołudniem, wtedy również szukają strumieni. Pożywienie nie jest zbadane; możliwe, że uszaki białe żywią się kłączami. Wole ptaka odłowionego w grudniu było pełne jagód jałowca.

### Lęgi
Prawdopodobnie gatunek monogamiczny. Brak jest wiarygodnych informacji o rozrodzie na wolności; prawdopodobnie okres lęgowy trwa od maja do czerwca. W niewoli zniesienie liczy 4–7 jaj o barwie od szarej do płowej, a inkubacja trwa 24 dni. Wysiaduje tylko samica.

## Status i zagrożenia

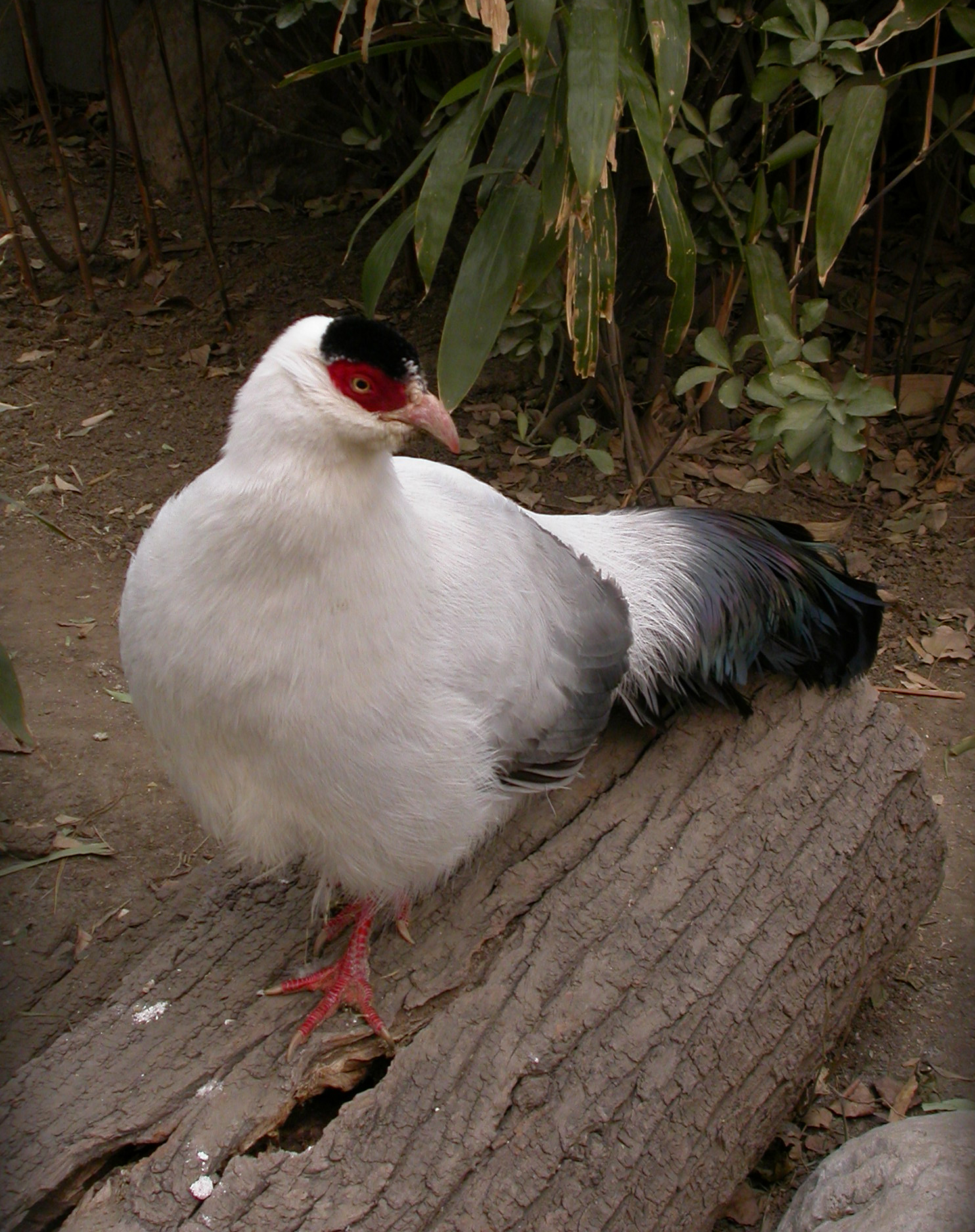
Uszak biały w niewoli

Międzynarodowa Unia Ochrony Przyrody (IUCN) od 2024 uznaje uszaka białego za gatunek najmniejszej troski (LC, Least Concern); wcześniej, od roku 2000 klasyfikowano go jako gatunek bliski zagrożenia (NT, Near Threatened), a w latach 1996 i 1994 otrzymał rangę gatunku narażonego (VU, Vulnerable). Liczebność populacji nie jest znana, a jej trend oceniany jest jako prawdopodobnie stabilny. Zagrożeniem dla tych kuraków jest wylesianie i odłów, jednakże wyższe partie gór nie są objęte intensywną wycinką. Możliwe, że budowa dróg kolejowych w Tybecie zintensyfikowałaby rozwój turystyki, a co za tym idzie – wycinkę drzew.